# Zulfiya
Zulfiya Isroilova, meglio conosciuta come Zulfiya (in cirillico: Зулфия?; Tashkent, 1º marzo 1915 – Tashkent, 1º agosto 1996), è stata una scrittrice sovietica e poi uzbeka.
È stata più volte leader o caporedattrice per vari media, partecipando alle delegazioni sovietiche in varie conferenze. Il Premio nazionale uzbeko per le donne è stato intitolato a lei.

## Biografia
Il suo nome Zulfiya deriva dalla parola persiana زلف, zulf che significa "un ricciolo di capelli" e, in senso mistico, i "misteri divini che formano la gioia del devoto".
Zulfiya è nata nel mahallah Dergez, vicino a Tashkent da una famiglia di artigiani. I suoi genitori erano molto interessati alla cultura e alla letteratura. Sua madre cantava le canzoni da lei stessa composte e racconti popolari.

## Carriera
La sua prima poesia fu pubblicata il 17 luglio 1931 sul quotidiano uzbeko Ishchi (L'operaio), mentre l'anno successivo fu pubblicata la sua prima raccolta di poesie intitolata Hayot varaqlari ("Pagine di vita"). Nei decenni successivi scrisse opere patriottiche e di propaganda, opere pacifiste e opere sulla natura e su temi femminili.
Dal 1938 in poi Zulfiya lavorò per vari editori e fu membro di diverse organizzazioni nazionali e interrepubblicane. È stata ripetutamente leader o caporedattore per vari media. Dopo la morte del marito Hamid Olimjon in un incidente nel 1944 a soli 34 anni, gli dedicò diverse opere. Nel 1953 aderì al Partito Comunista e divenne anche direttrice della rivista Saodat. Nel 1956 fece parte di una delegazione di scrittori sovietici guidati da Konstantin Simonov alla Conferenza degli scrittori asiatici a Delhi. Nel 1957 partecipò alla Conferenza sulla solidarietà asiatico-africana al Cairo.

## Riconoscimenti
Nel 1999 è stato creato il Premio nazionale uzbeko per le donne che porta il suo nome. Il 1º marzo 2008 a Tashkent è stata inaugurata una statua in sua memoria che venne sostituito con uno in bronzo nel 2014 e spostato nel Vicolo degli Scrittori nel dicembre del 2017.